# Neznámí dinosauři
Neznámí dinosauři je populárně naučná kniha, zaměřující se zejména na méně známé druhy druhohorních dinosaurů. Autorem této původní české knihy je popularizátor paleontologie a dalších přírodních věd Vladimír Socha. Tvůrcem ilustrací v knize je pak Lubomír Kupčík. Kniha byla nominována na cenu Zlatá stuha 2016.

## Obsah

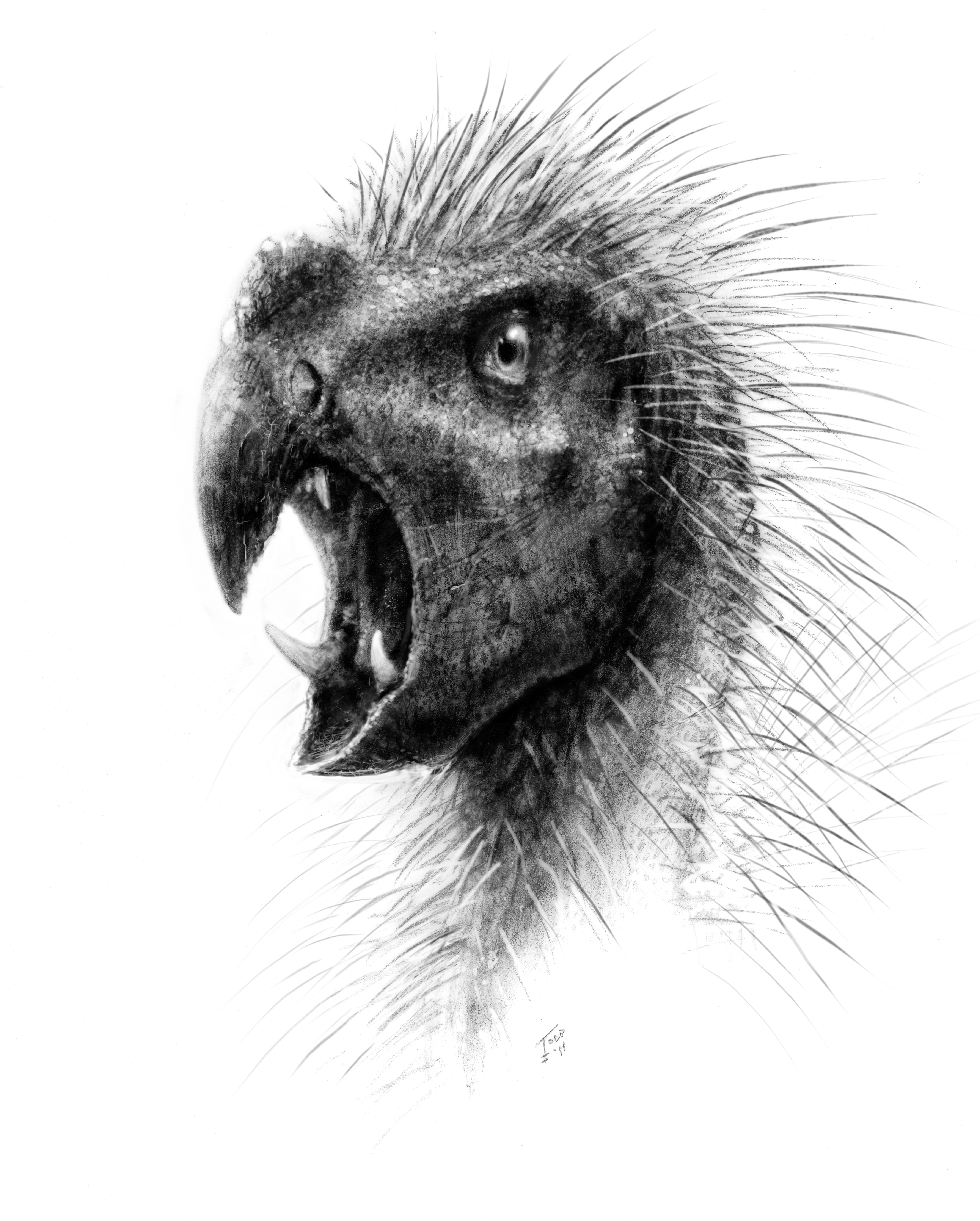
V knize se pojednává například i o heterodontosauridovi druhu Pegomastax africana.

Jak již samotný název napovídá, kniha nepojednává o již obecně dobře známých rodech dinosaurů (jako jsou Tyrannosaurus, Triceratops nebo Brachiosaurus), místo toho se zaměřuje na v době vydání poměrně nové (rok vědeckého popisu 2009 až 2014) nebo i podstatně starší, ale málo známé rody dinosaurů, jako je například sauropod Erketu, heterodontosaurid Pegomastax nebo tyranosaurid Zhuchengtyrannus. Celkem kniha pojednává o 40 rodech dinosaurů z různých období a míst světa (od triasu po křídu, od Severní Ameriky po Antarktidu). Dinosauři jsou v knize seřazeni abecedně, podle počátečních písmen názvu. U každého taxonu je kromě hlavní ilustrace také doprovodný obrázek a dva boxíky se zajímavostmi. Čtenář se tedy dozví i anatomické nebo ekologické detaily, které se ve většině knih o dinosaurech obvykle nevyskytují. Část textu je věnována také otázce příčin katastrofického vyhynutí dinosaurů na konci období křídy před 66 miliony let.